# Giovanni Antonio Volpe
Giovanni Antonio Volpe, auch Volpi, (* 30. Dezember 1513 in Como; † 28. August 1588 ebenda) war ein italienischer römisch-katholischer Geistlicher, Bischof von Como und Apostolischer Nuntius in der Schweiz.

## Leben
Volpe entstammte einer Familie des Comasker Adels; sein Vater war Jurist. Er absolvierte in Padua humanistische und rechtswissenschaftliche Studien, die er mit der Promotion zum Doktor beider Rechte abschloss. Er ging nach Rom, wo er um 1547 Mitarbeiter des Kardinals Alessandro Farnese war. 1559 ernannte ihn Papst Paul IV. zum Bischof von Como. Die Bischofsweihe empfing er am 16. Juli 1559 durch den Bischof von Nocera Inferiore Giulio Giovio. Am 25. März 1560 ernannte ihn Papst Pius IV. auf Empfehlung des hl. Karl Borromäus zum Nuntius für die Schweiz; das Amt übte er bis zur Niederlegung 1579 neben seinem Bischofsamt aus.
Volpes Nuntiatur fiel in die Zeit der heftigsten reformatorischen und gegenreformatorischen Auseinandersetzungen in der Eidgenossenschaft, die an den Rand eines Bürgerkriegs führten, so im „Tschudikrieg“ um den Konfessionsstand des Kantons Glarus (1560–1564). Volpe verhinderte erfolgreich eine weitere Eskalation. Gleichzeitig setzte er sich für Bündnisse der katholischen Kantone mit Savoyen und mit Papst Pius IV. und für die Beteiligung von Schweizer Vertretern am Konzil von Trient ein, das 1562 nach zehnjähriger Unterbrechung wieder einberufen wurde. Volpes Vermittlung überwand den Widerstand des Konstanzer Domkapitels und der katholischen Eidgenossen gegen die Ernennung von Markus Sittikus von Hohenems zum Bischof von Konstanz.
1586 stiftete Volpe seiner Bischofskirche in Como ein kostbares silbernes Reliquienbehältnis, die Urna Volpi, zur Aufnahme der wichtigsten Reliquien des Mariendoms, darunter Haare der Gottesmutter und eine Haarnadel der hl. Maria Magdalena. Der hausförmige Schrein ist mit Reliefszenen aus dem Marienleben und mit dem Wappen Volpes verziert.